# Lily Klee

Mathilde Klee, Lily Klee mit Felix Klee auf dem Schoß, Hans und Ida Klee-Frick, Bern 1908

Lily Klee (geboren 10. Oktober 1876 als Karoline Stumpf in München; gestorben 22. September 1946 in Bern) war eine deutsche Pianistin, Ehefrau des Malers Paul Klee und Mutter des Regisseurs Felix Klee.

## Leben
Lily Stumpf war die Tochter des Medizinalrats und Arztes Ludwig Stumpf (1846–1923) und dessen Frau Annemarie, geborene Pohle. Ihre musikalische Ausbildung erlangte sie unter anderem bei Ludwig Thuille. Sie lernte 1899 bei einer Kammermusik-Soirée den Geiger und Maler Paul Klee kennen und verlobte sich 1901 mit ihm, nachdem er mehrere Liebschaften mit anderen Frauen gehabt hatte. Trotz Widerstand des Vaters heiratete sie den Künstler schließlich in Bern am 15. September 1906. Gemeinsam richteten sie ihr Münchner Heim ein und bauten Pauls Atelier in einem Gartenhaus. Am 30. November 1907 wurde Felix Klee als einziges gemeinsames Kind geboren. Während ihr Mann den Sohn erzog, malte und kochte, erwirtschaftete Lily Klee als Klavierlehrerin den Lebensunterhalt des vor allem durch die Musik verbundenen Künstlerehepaares. Wie ihr Mann unterhielt Lily Klee zahlreiche Freundschaften zu anderen Künstlern.
Bei der Einberufung Paul Klees im Ersten Weltkrieg setzte seine Frau es durch, dass er auf einem Posten hinter den Linien eingesetzt wurde; sie sorgte auch nach dem Krieg für das Haupteinkommen der Familie, ab 1920 als Kammermusikerin und Klavierlehrerin in Weimar. Erst nach der Anstellung Klees am Bauhaus in Weimar 1921 war es ihr möglich, sich stärker um ihre Gesundheit zu kümmern, die in den kargen Jahren gelitten hatte.
Sie organisierte 1933 in der Zeit des Nationalsozialismus die Auswanderung der Familie in die Schweiz und regelte nach dem Tod ihres Mannes die Verwaltung des künstlerischen Nachlasses durch eine ehrenamtliche Kommission, um einer Beschlagnahmung aller Werke durch die Alliierten zuvorzukommen, wie dies im Washingtoner Abkommen festgelegt worden war. 1946 regelte sie unabhängig davon mit dem Künstler Jürg Spiller die Herausgabe des pädagogischen Nachlasses ihres Mannes. Dies führte später zu Streitigkeiten zwischen Spiller und der Klee-Gesellschaft.
Nachdem Felix Klee, ihr Sohn, am 16. September 1946 aus sowjetischer Kriegsgefangenschaft zurückgekehrt war, erlitt Lily Klee „vor freudiger Erregung“ über die Nachricht der Heimkehr – wie Maria Marc berichtete – einen Schlaganfall, an dessen Folgen sie am 22. September starb.